# گوشتینگ
گوشتینگ (به آلمانی: Gösting) یک منطقهٔ مسکونی در اتریش است که در گراتس واقع شده‌است. گوشتینگ ۱۰٫۸۳ کیلومتر مربع مساحت و ۱۱٬۴۸۹ نفر جمعیت دارد.